# Freccia Vallone 2009
La Freccia Vallone 2009, settantatreesima edizione della corsa, valevole come decima prova del Calendario mondiale UCI 2009, si svolse il 22 aprile 2009 per un percorso di 200 km e fu vinta dall'italiano Davide Rebellin.

## Percorso
Partendo da Charleroi, la corsa affrontò le "côtes" d'Ereffe, di Peu d'Eau, Haut-Bois, Thon, Bonneville, Bohissau ed Ahin. Il gruppo affrontò anche due volte il Muro di Huy, ai chilometri 67 e 96,5, prima dell'arrivo.

## Squadre e corridori partecipanti
| N.      | Cod. | Squadra                          |
| ------- | ---- | -------------------------------- |
| 1-8     | THR  | Team Columbia-High Road          |
| 11-18   | SIL  | Silence-Lotto                    |
| 21-28   | LAM  | Lampre-N.G.C.                    |
| 31-38   | RAB  | Rabobank                         |
| 41-48   | SDA  | Serramenti Diquigiovanni-Androni |
| 51-56   | LIQ  | Liquigas                         |
| 61-68   | GCE  | Caisse d'Epargne                 |
| 71-78   | BAR  | Barloworld                       |
| 81-88   | ALM  | AG2R La Mondiale                 |
| 91-98   | BBO  | Bbox Bouygues Telecom            |
| 101-108 | LAN  | Landbouwkrediet-Colnago          |
| 111-118 | EUS  | Euskaltel-Euskadi                |
| 121-128 | QST  | Quick Step                       |

| N.      | Cod. | Squadra                      |
| ------- | ---- | ---------------------------- |
| 131-138 | KAT  | Team Katusha                 |
| 141-148 | AST  | Astana Team                  |
| 151-158 | FDJ  | Française des Jeux           |
| 161-168 | MRM  | Team Milram                  |
| 171-178 | AGR  | Agritubel                    |
| 181-188 | CTT  | Cervélo TestTeam             |
| 191-198 | GRM  | Team Garmin-Slipstream       |
| 201-208 | COF  | Cofidis, le Crédit en Ligne  |
| 211-218 | SAX  | Team Saxo Bank               |
| 221-228 | SKS  | Skil-Shimano                 |
| 231-238 | TVL  | Topsport Vlaanderen-Mercator |
| 241-248 | VAC  | Vacansoleil Pro Cycling Team |

## Resoconto degli eventi
La gara fu contraddistinta dalla lunga fuga di Christophe Moreau che venne per molti chilometri accompagnato da Fumiyuki Beppu. Guadagnarono fino a 15 minuti di vantaggio sul gruppo e vennero raggiunti rispettivamente a 24 e 55 km dal Muro di Huy.
Diversi corridori cercarono poi di uscire dal gruppo, senza successo. Fu quindi un gruppo compatto quello che si presentò ai piedi dell'ultima asperità, il Muro di Huy, con pendenze al 25 %. Il francese David Le Lay lanciò un attacco a 500 m dal traguardo, ma venne raggiunto sul punto più difficile del muro da un gruppetto di corridori tirato dall'australiano Cadel Evans. A 100 m dal traguardo, Andy Schleck e Davide Rebellin, lanciarono lo sprint. Rebellin fu il più forte e si impose sul lussemburghese che riuscì a conservare il secondo posto.
Una settimana dopo la corsa, Davide Rebellin fu trovato positivo al CERA alla gara dei Giochi olimpici di Pechino.

## Ordine d'arrivo (Top 10)
| Pos. | Corridore          | Squadra       | Tempo    |
| ---- | ------------------ | ------------- | -------- |
| 1    | Davide Rebellin    | Diquigiovanni | 4h42'15" |
| 2    | Andy Schleck       | Saxo Bank     | a 2"     |
| 3    | Damiano Cunego     | Lampre-N.G.C. | s.t.     |
| 4    | Samuel Sánchez     | Euskaltel     | a 7"     |
| 5    | Cadel Evans        | Silence       | s.t.     |
| 6    | Thomas Löfkvist    | Columbia      | s.t.     |
| 7    | Alejandro Valverde | C. d'Epargne  | a 11"    |
| 8    | Simon Gerrans      | Cervélo       | s.t.     |
| 9    | Michael Albasini   | Columbia      | s.t.     |
| 10   | Rinaldo Nocentini  | AG2R          | a 15"    |

## Punteggi UCI
| Pos. | Corridore          | Squadra       | Punti |
| ---- | ------------------ | ------------- | ----- |
| 1    | Davide Rebellin    | Diquigiovanni | 80    |
| 2    | Andy Schleck       | Saxo Bank     | 60    |
| 3    | Damiano Cunego     | Lampre-N.G.C. | 50    |
| 4    | Samuel Sánchez     | Euskaltel     | 40    |
| 5    | Cadel Evans        | Silence       | 30    |
| 6    | Thomas Löfkvist    | Columbia      | 22    |
| 7    | Alejandro Valverde | C. d'Epargne  | 14    |
| 8    | Simon Gerrans      | Cervélo       | 10    |
| 9    | Michael Albasini   | Columbia      | 6     |
| 10   | Rinaldo Nocentini  | AG2R          | 2     |

| Pos. | Squadra                          | Punti |
| ---- | -------------------------------- | ----- |
| 1    | Serramenti Diquigiovanni-Androni | 80    |
| 2    | Team Saxo Bank                   | 60    |
| 3    | Lampre-N.G.C.                    | 50    |
| 4    | Euskaltel-Euskadi                | 40    |
| 5    | Silence-Lotto                    | 30    |
| 6    | Team Columbia-High Road          | 28    |
| 7    | Caisse d'Epargne                 | 30    |
| 8    | Cervélo TestTeam                 | 10    |
| 9    | AG2R La Mondiale                 | 2     |

| Pos. | Squadra     | Punti |
| ---- | ----------- | ----- |
| 1    | Italia      | 132   |
| 2    | Lussemburgo | 60    |
| 3    | Spagna      | 54    |
| 4    | Australia   | 40    |
| 5    | Svizzera    | 6     |